# Рудники Tontouta
Рудники Tontouta — гірничодобувні майданчики у Меланезії на острові Нова Каледонія (заморське володіння Франції), що знаходяться у сточищі річки Tontouta та наразі розробляються компанією Société Minière Georges Montagnat (SMGM).
Компанія SMGM почала роботи у сточищі Tontouta в 1980-х роках на гірничих відводах, які належали найвідомішій новокаледонській гірничій компанії Société le Nickel (SLN), при цьому продукція постачалась на належний SLN металургійний завод у Доніамбо. Наразі SMGM використовує як власні, так і орендовані відводи та станом на кінець 2010-х має у регіоні два видобувні центри:
- рудник «Tomo», що використовує 5 зареєстрованих на SLN гірничих ліцензій, на двох з яких діяли копальні «Tomo Usine», «Tomo Labo» та «SMMO Center» (раніше також існувала копальня «SMMO Sud»);
- рудник «Vulcain», що лежить далі на схід у верхній частині сточища Tontouta.
Розробка ведеться традиційним для Нової Каледонії відкритим способом, а руда може спрямовуватись не лише до Доніамбо, а й на експорт.
Є відомості, що у 2021-му копальня «Vulcain» видала 286 тисяч тонн руди.
Можливо відзначити, що в сточищі Tontouta також діє рудник Opoue, що належить безпосередньо SLN.